# Türk Telekom
Türk Telekom er en statsejet tyrkisk telekommunikationsvirksomhed. Türk Telekom blev delt fra PTT i 1995 og har hovedkvarter i Ankara.
Türk Telekom udbyder mobiltelefoni, fastnet og internet. I 2009 havde 12.1 mio. mobiltelefonikunder, 16,8 mio. fastnetkunder og 6 mio. adsl-internetkunder. De driver datterselskaberne TTNET, Argela, Innova, Sebit A.Ş. and AssisTT og 81 % af Avea.